# مایک فان دیم
مایک فان دیم (هلندی: Mike van Diem؛ زادهٔ ۱۲ ژانویهٔ ۱۹۵۹) یک کارگردان و فیلم‌نامه‌نویس اهل هلند است.
فیلم «شخصیت» به کارگردانی او، در سال ۱۹۹۷ میلادی، برندهٔ جایزه اسکار بهترین فیلم خارجی‌زبان شد.